# Rice (California)
Rice es un área no incorporada ubicada en el condado de Lake en el estado estadounidense de California.

## Geografía
Rice se encuentra ubicada en las coordenadas 34°5′1″N 114°50′59″O / 34.08361, -114.84972.